# Tratado de Westminster (1674)
El Tratado de Westminster de 1674 fue el tratado de paz que concluyó la tercera guerra anglo-neerlandesa. Firmado por las Provincias Unidas de los Países Bajos y el Reino de Inglaterra, resultó en la devolución de la colonia de Nuevos Países Bajos a Inglaterra y renovó el Tratado de Breda de 1667. También incluía entre sus provisiones la creación de una comisión para la regulación del comercio, en particular en las Indias Orientales.
Fue firmado el 19 de febrero de 1674 por el rey Carlos II de Inglaterra y ratificado por los Estados Generales de los Países Bajos el 5 de marzo de 1674. Inglaterra se vio obligada a firmar el tratado ya que el parlamento no permitió que se gastara más dinero en la guerra, además, ya tenía conocimiento del Tratado de Dover, firmado en secreto entre el rey Carlos y Luis XIV de Francia, donde el primero le prometía al monarca francés convertirse al catolicismo en cuanto fuera oportuno. Además, los ingleses se sintieron consternados de que, inesperadamente, los neerlandeses lograran capturar más barcos ingleses que viceversa y que Nueva Amsterdam fuera recapturada por los neerlandeses en 1673.
Gran parte de las condiciones de paz que los ingleses demandaron en el Acuerdo de Heeswijk de 1672 no fueron cumplidas, pero los neerlandeses terminaron pagando dos millones de florines (de una demanda inicial de diez millones) a ser pagado en un periodo de tres años (básicamente para compensar por la pérdida de los subsidios franceses) y nuevamente afirmar el derecho de los ingleses al Dominium Marium desde Land's End hacia el norte en Staten Land. Esto fue aceptado con la condición de que la flota pesquera neerlandesa no fuera perjudicada en ninguna manera por este derecho. Las condiciones del tratado de 1668, que regulaban el comercio y el transporte marítimo, fueron ratificadas. En cuanto a las disputas territoriales, el tratado fue un típico acuerdo de statu quo ante bellum:
Que cualquier país, isla, pueblo, puerto, castillo o fuerte que haya sido o sea tomado por cualquiera de ambos bandos, desde el momento en que la desafortunada y ya concluida guerra empezó, ya sea en Europa o en otro lugar, debe ser devuelto a su anterior señor o propietario, en las condiciones en las que se encuentre en el momento en que la paz sea declarada.
La paz fue proclamada en Whitehall el 27 de febrero a las 10:00 AM. La condición implicaba que Nuevos Países Bajos, retomada por Cornelis Evertsen the Youngest en 1673, volvería nuevamente a ser una posesión británica y que Suriname, capturada por los neerlandeses en 1667, permanecería siendo su colonia, legalizando el statu quo de 1667. Estos asuntos no habían sido tomados en cuenta en el Tratado de Breda ese mismo año, un acuerdo uti possidetis. Además, las islas de Tobago, Saba y San Eustaquio, tomadas por los ingleses en 1672, debían ser devueltas.
Como la paz no pudo ser comunicada rápidamente a todas partes del mundo, varias fechas fueron determinadas sobre cuando debían cesar legalmente las hostilidades. Desde Soundings hasta la costa de Noruega, la lucha debía terminar hasta el 8 de marzo; al sur de Tánger hasta el 7 de abril; desde allí hasta el ecuador hasta el 5 de mayo y en el resto del mundo después del 24 de octubre de 1674.